# 拉尔夫·法尔肯迈尔
拉尔夫·法尔肯迈尔（德語：Ralf Falkenmayer，1963年2月11日—），德国前男子足球运动员，场上位置是中场。他曾代表西德参加1984年欧洲足球锦标赛，结果队伍止步小组赛阶段。